# Return to Forever
Return to Forever е двадесетият студиен албум на германската рок група „Скорпиънс“, издаден през 2015 г. за Европа от „Сони Мюзик Ентъртейнмънт“ и от „Ню Доор Рекърдс“ за Съединените американски щати. Това е първата им студийна продукция, след като през 2011 г. обявяват, че продължават кариерата след предполагаемото си прощално турне. Албумът бележи последното издание с напълно нови песни на групата, включващо състава от ерата на Unbreakable (2004) с дългогодишния барабанист Джеймс Котак, който е уволнен през септември 2016 г. заради продължаващите му проблеми с алкохола, които влияят на концертните изпълнения на групата и на нейната репутация.
Първоначално продукцията трябва да включва само недовършени песни или такива, които остават като демо записи от предишните им албуми, издадени между 1982 г. и 1990 г. Въпреки това музикантите включват нови песни и такива от по стари техни албуми, които също остават недовършени през последните десетилетия. Return to Forever е записан в период на четири години в Стокхолм, Швеция с основни автори на музиката и текстове Клаус Майне и Рудолф Шенкер, докато Микаел Норд и Мартин Хансен продуцират изданието, което е официално представено на 19 февруари 2015 г. на видео стрийминг с участието на трима от членовете на групата. 
Return to Forever получава предимно положителни отзиви от музикалните критици, които му дават високи оценки и го сравняват с някои от класическите им албуми от 80-те години на 20-и век. В търговско отношение изданието заема позиции №2 в Германия и Швейцария, №4 в Унгария и №5 в Гърция и Франция. Във Великобритания албумът достига до №31 и отбелязва най-високата дебютна позиция на албум на „Скорпиънс“ след Crazy World, който дебютира под №27 през 1991 г., но се представя сравнително незадоволително в „Билборд 200“ в Съединените американски щати. През месец май 2015 г. албумът получава „платинен“ сертификат в Русия за 20 000 продадени бройки, а малко по-късно и „златен“ във Франция за 50 000 продадени единици.
За популяризирането на албума са издадени четири сингъла в период от три години – We Built This House (2014), Eye of the Storm (2015), Going Out with a Bang (2015) и Rock 'n' Roll Band (2016), от които според официалния уебсайт на групата първият влиза в класация за сингли, като №10 в „Ю Ес Радио Чарт“ в Съединените американски щати. 50th Anniversary World Tour отбелязва 50-тата годишнина „Скорпиънс“, то започва на 1 май 2015 г. в Джъндзян, Китай и завършва година и половина по-късно с над 120 концерта на пет континента, като им позволява за първи път да свирят в Австралия. България също е част от дестинациите, след като през лятото на 2016 г. групата изпълнява шестия си концерт в страната.

## Описание
На 14 март 2010 г. „Скорпиънс“ издават нов студиен албум Sting in the Tail и съобщават, че след огромното световно турне Get Your Sting and Blackout World Tour, прекратяват музикална си кариера. След успеха на албума, година по-късно издават последователно концертния Live 2011 - Get Your Sting & Blackout и студийния с кавър песни Comeblack. В същото време групата започва да обмисля идеи за допълнителни странични проекти. Първата от тях е филм направен от над 900 часа кадри от концерти, различни фестивали, концерта на „Червения площад“ в Москва, концерти в тропическите гори на Амазонка, пред Пирамидите и руското турне през 2002 г., а другата е да издадат албум с неиздавани песни, предимно от периода, когато албумите им са издавани на винилови плочи, които имат възможност да поберат само 8 или 9 песни.
През 2011 г. членовете на групата започват да търсят неиздавани песни в архивите си. Те откриват много песни, които не са издавани и такива, които не са завършени. Тези песни имат главно текстове на чернови и няколко джема, но всичките са с незавършено композиране. Групата събира общо три компактдиска с неиздавани песни и ги дава на продуцентите Микаел Норд и Мартин Хансен, за да изберат най-добрите за албума.

## Записване
В началото на януари 2012 г. „Скорпиънс“ влизат в звукозаписното студио и записват до края на март същата годинина, като преработват недовършени песни от албумите Blackout (1982), Love at First Sting (1984), Savage Amusement (1988) и Crazy World (1990). Членовете на групата работят с Микаел Норд и Мартин Хансен върху общо 12 песни, които първоначално избират сред 16-18 други такива. Те добавят нови части на съществуващите записи, като например нови текстове на песните, защото повечето от тях нямат собствени и почти всяка песен се налага да бъде пренаписвана. Групата записва тези песни по модерен начин, но успява да запази усещането, основните идеи, стила на писане и аранжиментите, доколкото е възможно, от периода, в който са написани тези песни. В средата на 2012 г. Матиас Ябс съобщава, че групата няма да се разделя. Така през ноември 2013 г. „Скорпиънс“ издават и концертния албум MTV Unplugged in Athens, с което допълнително показват, че групата продължава да е достатъчно активна и плодотворна.
Още преди да запишат обаче MTV Unplugged in Athens, песните Rock 'n' Roll Band и Dancing with the Moonlight вече са композирани и записани по сървеменен способ, но по-късно групата спира проекта, защото не разполага с достатъчно време да го завърши поради графика на турнето Get Your Sting and Blackout World Tour. През 2014 г. „Скорпиънс“ разполагат с 12 подготвени песни за албума с план за издаване на около 15 песни от 70-те и 80-те години на 20-и век. Проектът среща одобрението, както на мениджъра на групата, така и на промоутърите, с които заедно опевестяват, че издаването на албума ще отбележи 50-тата годишнина на групата.

## Композиране
Return to Forever до голяма степен съдържа песни, които са написани преди години, но са недовършени и никога не са издавани. В допълнение към това са композирани нови песни в сътрудничество с Микаел Норд и Мартин Хансен, както в музиката, така и в текстовете. При издаването на луксозното издание, е включено интервю, в което членовете на групата разказват за песните в албума. Първата песен Going Out With a Bang е за триумфа на приятелството между членовете на групата и как оцеляват заедно в трудните времена. Матиас Ябс коментира: „Има блус нотка, нещо необичайно в музиката на „Скорпиънс“.
We Built This House е нова песен, която отразява дългата 50-годишна кариера на групата, тяхната философия и уроците, които научават през живота си. Според Клаус Майне тя разказва как музиката на „Скорпиънс“ се формира тухла по тухла и как остава актуална през всичките тези години. Rock My Car е написана в средата на 1986 г. и разказва за шофиране на превозно средство с пълна скорост по магистралите на Германия, известни в тази страна като аутобан. Рудолф Шенкер обяснява, че мотото на песента е „Разтърси улицата, разтърси своята кола и разтърси себе си“. House of Cards е стара песен, която се отнася за любовта и как тя може да се превърне в омраза. All for One е определена от Клаус Майне като песента, която разказва философията на групата и обяснява: „Ние винаги сме вярвали, че приятелството е много важна част от това, което правим като група“. Rock 'n' Roll Band е песен, първоначално написана в периода 1986 г. – 1987 г., тя се отнася за секса, наркотиците и рокендрола. При написването на текста Клаус Майне е вдъхновен от клуб, който посещава на „Сънсет Булевард“ в Лос Анджелис.
Catch Your Luck and Play е песен, също написана в периода 1986 г. – 1987 г., написана за албума Savage Amusement (1988). Рудолф Шенкер написва нов припев за песента в сътрудничество с Микаел Норд и Мартин Хансен. Rollin' Home е нова песен, която е започната от Микаел Норд, след като чува истории за това как групата се опитва да направи първите си концерти в началото на 70-те години на 20-и век. Hard Rockin' the Place е написана в началото на 80-те, за която Рудолф Шенкер казва, че е за ДНК-то на „Скорпиънс“. Eye of the Storm е песен, написана за концептуалния албум Humanity Hour I (2007), но не е включена в него, защото членовете на групата работят с различни екипи в композирането на албума и песента не намира място в него, тъй като не може да се побере. Според Рудолф Шенкер, по време на записа на този албум те я слушат отново и решават да я завършат, тъй като я смятат за правилна песен за албума. Gypsy Life е песен, написана за албума Acoustica (2001). Тя е за начина на живот на „Скорпиънс“. Рудолф Шенкер обяснява: „Ние живеем цигански живот, през целия си живот, повече от 50 години“.
The World We Used To Know е песен, написана от Клаус Майне през последната година, като политическа песен. „Всички събития между войната в Газа и конфронтацията в Украйна, ни насърчават за по-мирно бъдеще“. Dancing with the Moonlight метафорично разказва събитие, което се случва по време на турне на групата в Русия, заедно с Алис Купър и „Кингдъм Кам“. Според Клаус Майне става дума за турбуленция, която превозващият ги самолет претърпява, по време на нощ с пълна луна. Заглавието ѝ се отнася до споменатото движение, което според него; „Сякаш самолетът танцуваше на лунна светлина“. When the Truth is a Lie в началото е избрана като заглавна песен на албума, но след като вече имат пълния списък с песни, те решават да я издадат като една от бонус песните. Who We Are е написана от Клаус Майне, която самият той я смята за една от най-кратките песни, които пише, докато Рудолф Шенкер я определя като традиционно заглавие на песен на „Ху“. Delirious е песен, написана в периода 1984 г. – 1985 г. от Рудолф Шенкер, за която никога не мислено да бъде включена в предишен албум, защото групата я смята за експериментална и извън класическия си звук. Въпреки това те твърдят, че това е добра песен за танци в клуб. One and One is Three е създадена, когато Рудолф Шенкер празнува Коледа през 2012 г. Crazy Ride описва пътя, който групата извървява, откакто името ѝ е „Неймлес“ в средата на 1965 г., докато не постигнат международни успехи.

## Обложка
През 2014 г. „Скорпиънс“ се свързват с германския дизайнер Тим Екхорст, който изработва логото, което групата използва за да представи и рекламира предстоящото си световно концертно турне 50th Anniversary World Tour. След това той прави скица с молив върху бял лист на обложката на Return to Forever, която по-късно Изабел Пик, Петра Хиршфелд и дизайнерската фирма „Сасенбах Адвърсинг“ допълнително обработват и представят като финален избор за обложка. Обложката представлява сребриста корона с два малки високоговорители на върха ѝ и поставена върху по-голям високиговорител. На която е изобразен символа на групата скорпион, а цялата композиция е върху черен фон с дим около фигурата. Тим Екхорст създава и обложките за синглите We Built This House и Eye Of The Storm.

## Издаване
На 16 август 2014 г. чрез своите социални медии „Скорпиънс“ публикуват снимка, с която обявяват нов студиен албум и турне по повод 50-тата годишнина за групата. На 19 декември 2014 г. групата обявява и заглавието на албума, обложката, списъка с песни за стандартно и луксозно издание, както и „Ай Тюнс“ версия на албума. Първият сингъл от албума We Built This House е наличен за сваляне в „Амазон“ на 18 декември 2014 г. и в „Ай Тюнс“ три дни по-късно. В началото на месец февруари 2015 г., отново в „Ай Тюнс“ е пусната за сваляне песента Rock n Roll Band а няколко дни по-късно и Delirious. Една седмица преди официалната си премиера, Return to Forever е качен и пуснат за слушане в интернет, като продължителността на всяка песен е една минута. Албумът е презентиран на предварително прослушване един ден преди официалната си премиера на 19 февруари 2015 г. в „Хардрок Кафе“ в Хамбург на видео стрийминг с участието на трима от членовете на групата, които отговарят на въпроси на фенове и медийни партньори и споделят истории около създаването на новата продукция.
Return to Forever е достъпени за предварителна поръчка чрез „Амазон“ и е издаден на 20 февруари 2015 г. като стандартен албум, луксозно издание, съдържащо четири бонус песни, двойна плоча и като ограничено колекционерски издание бокссет, съдържащ луксозна версия на албума, ексклузивна Return to Forever тениска, 7-инчов винилов сингъл със снимка, подписана карта с автограф, флашка, пропуск за фен и аудиокнига. Eye of the Storm е издаден като втори сингъл на 8 май 2015 г. по целия свят, с изключение на Северна Америка и е пуснат за дигитално изтегляне, включващ радио и албумна версия на песента. Датата на издаване на първия сингъл We Built This House и датата на издаване на списъкът с песни за в Северна Америка са обявени на в средата на юни 2015 г. Тогава започват и предварителни поръчки за албума. We Built This House е издаден дигитално на 3 юли 2015 г. и достъпен за тези, които предварително поръчват албума в „Амазон“ и „Ай Тюнс“. Видеоклипът към песента е премиерно представен в Северна Америка на официалния уебсайт на списание „Ролинг Стоун“ и месец по-късно достъпен на официалния уебсайт на Еди Транк. На 21 август 2015 г. Going Out With a Bang е издаден като сингъл в Европа, заедно видеоклип режисиран от Денис Дирксен. Музикалното видео е заснето по време на концертите в Барселона, Испания, и Мейдстоун, Англия. Видеоклипът е представен в Северна Америка два месеца по-късно в уебсайта на списание „Гитарт Плейър“.
На 11 септември 2015 г. албумът е издаден в различни формати, включително цифров, делукс компактдиск и винил, съдържащ 19 песни. Освен четирите песни, поставени преди това в луксозното издание на албума The World We Used To Know, Dancing With the Moonlight, When the Truth is a Lie и Who We Are, северноамериканската версия съдържа три допълнителни ексклузивни бонус песни Crazy Ride, One and One Is Three и Delirious. В японското издание на албума, освен стандартните бонус песни, присъстват също и One and One is Three и Crazy Ride. Също така албумът е издаден и на винилова плоча, включително и лимитиран бокссет съдържащ фланелка, флашка, 7-инчов цветен винилов сингъл We Built This House, подписана картичка и аудиокнига.

## Представяне

### Албум
Return to Forever влиза в повечето важни международни класации за албуми, в които заема позиция в първите 20 места на 16 държави от Европа и Северна Америка. В Германия той дебютира на 6 март 2015 г. като №2 и остава в класацията 15 седмици, като последната му позиция е №54 от 25 март 2016 г. Също през март албумът дебютира и под №2 в Швейцария и остава в местната класация също 15 седмици с последна позиция №54 през март 2016 г. Във Великобритания албумът влиза в няколко от националните класации за албуми, сред които „Ю Кей Албумс Чарт“ №31, „Скотиш Албумс Чарт“ №29, „Албумс Сейлс Чарт“ №29, „Физикъл Албумс Чарт“ №18, „Рекърд Сторе Чарт“ №17 и „Рок енд Метъл Албумс Чарт“ №4, като във всичките случаи най-високата позиция е достигната при дебюта в съответната класация. Също така албумът отбелязва голям търговски пробив в Обединеното кралство, след като при дебюта си в „Ю Кей Албумс Чарт“ той постига най-високата дебютна позиция на албум на „Скорпиънс“ след Crazy World, който дебютира под №27 през 1991 г. По същия начин Return to Forever дебютира на позиции №4 в Унгария и №5 във Франция, където през същата година продукцията получава „златен“ сертификат за продадени 50 000 бройки от Националения синдикат на фонографските издателства. В седмицата от 2 до 8 март 2015 г. изданието заема позиция №10 в Русия и същата година Националната федерация на производителите на звукозаписи го сертифицира като „платинен“ за 20 000 продадени бройки. В другите европейски страни, албумът достига №7 във Финландия, №11 в Австрия и Испания, №13 в Чехия, №17 в Швеция, Белгия район Валония и Португалия, №20 в Полша, №28 в Италия, №36 в Белгия район Фландрия и №39 в Нидерландия.
В англосаксонска Северна Америка по подобие на Великобритания, албумът влиза в повечето класации на списание „Билборд“. В Съединените американски щати Return to Forever достига №65 в „Билборд 200“ и остава в класацията една седмица. В началото на март, заема последователно следните позиции в останалите класации разработвани от „Билборд“: №3 в „Топ Албум Сейлс“, №11 в „Топ Рок Албумс“, №7 в „Топ Хардрок Албумс“, №11 в „Топ Рок енд Ълтърнатив Албумс“, №33 в „Топ Кърънт Албум Сейлс“, №16 в „Билборд Канадиън Албумс“, №14 в „Тестмейкър Албумс“, №5 в „Грийс Албумс“, №2 в „Джърман Албумс“. Изданието заема позиция №26 в Япония, където остава 7 седмици в класацията, докато в Южна Корея дебютира в седмицата от 1 март 2015 г. под №73.

### Концертно турне
На 1 май 2015 г. в Китай те започват своето промоционално турне 50th Anniversary World Tour, което също отбеляза петдесетте години от живота на групата и им позволява да свирят за първи път в Китай, Грузия, Парагвай, Виетнам и на континента Австралия. В началото му, „Скорпиънс“ предприемат десетки концерти в цяла Русия, след което преминават на няколко етапа през държави от Европа, Азия, Северна и Южна Америка и зона Океания. В средата на 2016 г. групата изпълнява шестия си концерт в България. В края на турнето, през септември 2016 г., „Скорпиънс“ уволняват своя барабанист Джеймс Котак поради невъзможността му да бъде на разположение на групата заради зависимостта си към алкохола и Мики Дий от разпадналите се вече „Моторхед“, е нает като постоянен член. Обиколката с повече от 120 концерта приключва на 2 декември 2016 г. в Берлин, Германия.

## Оценки и възприемане
Албумът получава предимно положителни отзиви. Лу Викърс от „Ултимейт Гитар“ отбелязва, че Return to Forever „е едно най-добрите издания на „Скорпиънс“ от последните няколко десетилетия пълен догоре, със запомнящи се моменти“, откривайки прилики с албумите Blackout (1982) и Animal Magnetism (1980). Фред Томас от „Олмюзик“ пише, че новият албум на групата, следва Sting in the Tail, в който албум „Скорпиънс“ се доближават до звука си от 80-те. Сайтът „Уйрок“, също дава висока оценка на изданието, в своето ревю те пишат, че „творбата не е натруфена и грандоманска, от друга страна не е протоколна и претупана, албумът е земен, истински, фин и майсторски“.
Марк Рокпит оценява Return to Forever също толкова незаменим, като Sting in the Tail. Джей Робертс отбелязва, че албумът „може да се класира до най-доброто на групата назад в годините и че може да служи дяволски близко до перфектния източник на рокендрол забавление за всеки музикален фен“. Даниел Диас от „Спутникмюзик“ отбелязва, че „Скорпиънс издават албум измъчвани от своята непоследователност, но съдържащ някои силни моменти, които показват, че те все още имат достатъчно енергия, за да продължат да функционират в продължение на години“. Дениз Ярман от „Планетмош“ отбелязва, че „Скорпиънс изглеждат подмладени, показващи, че все още имат сила и с тях трябва да се съобразяваме“. Ръс Кофи от „Артс Деск“ пише, че „албумът звучи все едно се движи на автопилот, задвижван вече от изчерпани рифове“. Браян Боил от „Май Глобъл Майнд“ отбелязва, че „Легендарният статус на „Скорпиънс“ е циментиран от години. Днес те просто помагат на хардрока и хевиметъла да продължават да летят високо“.
Едуардо Ривадавия, в своя списък с албуми на групата, подредени от най-лошия до най-добрия за „Ултимейт Класик Рок“, поставя Return to Forever на 16-то място. В рецензията си той критикува негативно продукцията заради темите на песните и алюзиите за смъртността и старата слава, които „потвърждават недостига на нови идеи на групата“. В подобна рецензия, Малкълм Доум от „Класик Рок“ го поставя на №9, като според него идеята да преразгледат стари недовършени песни от 80-те години на 20-и век първоначално не е добра, но Return To Forever доказва, че „Скорпиънс“ все още могат да правят „триумфален набор от песни“.

## Списък с песните
Основно издание
1. Going Out With a Bang (Клаус Майне, Микаел Норд, Мартин Хансен) – 3:47
2. We Built This House (Клаус Майне, Микаел Норд, Мартин Хансен) – 3:53
3. Rock My Car (Клаус Майне, Рудолф Шенкер) – 3:20
4. House of Cards (Клаус Майне, Рудолф Шенкер) – 5:05
5. All for One (Клаус Майне, Микаел Норд, Мартин Хансен) – 2:58
6. Rock 'n' Roll Band (Клаус Майне) – 3:54
7. Catch Your Luck and Play (Клаус Майне, Микаел Норд, Мартин Хансен, Рудолф Шенкер) – 3:33
8. Rollin' Home (Клаус Майне, Микаел Норд, Мартин Хансен) – 4:03
9. Hard Rockin' the Place (Клаус Майне, Рудолф Шенкер) – 4:06
10. Eye of the Storm (Клаус Майне, Микаел Норд, Мартин Хансен) – 4:27
11. The Scratch (Клаус Майне, Микаел Норд, Мартин Хансен) – 3:41
12. Gypsy Life (Клаус Майне, Рудолф Шенкер) – 3:51

Бонус песни в други издания
1. The World We Used to Know (Клаус Майне) – 3:51
2. Dancing with the Moonlight (Клаус Майне, Матиас Ябс) – 3:42
3. When the Truth Is a Lie (Матиас Ябс, Микаел Норд, Мартин Хансен) – 4:27
4. Who We Are (Клаус Майне) – 2:33
5. Delirious (Клаус Майне, Рудолф Шенкер) – 2:58
6. Crazy Ride (Клаус Майне, Рудолф Шенкер) – 4:21
7. One and One Is Three (Клифорт Гонтли, Микаел Норд, Мартин Хансен, Рудолф Шенкер) – 4:22

## Състав
| Музиканти - Клаус Майне – основни вокали, задни вокали - Рудолф Шенкер – ритъм китари, основни китари, задни вокали - Матиас Ябс – основни китари, ритъм китари, акустични китари - Павел Мончивода – бас китара - Джеймс Котак – барабани, задни вокали Източник на информацията: Обложка на Return To Forever. | Продукция - Мартин Хансен – продукция - Микаел Норд – продукция - Ханс-Мартин Буф – инженер - Матс Линдфорс – смесването и обработката - Тим Екхорст – илюстрация на обложката - „Сасенбах Адвърсинг“ – дизайн - Изабел Пик, Петра Хиршфелд и „Сасенбах Адвърсинг“ – оформление на обложката - Оливър Рат – снимки |

## Позиция в класациите
| Класация                                     | Най-висока позиция | Източник |         |
| 2015 г.                                      | 2015 г.            | 2015 г.  | 2015 г. |
| -------------------------------------------- | ------------------ | -------- | ------- |
| Австрия                                      | 11                 | [ 48 ]   |         |
| Белгия (Валония)                             | 17                 | [ 52 ]   |         |
| Белгия (Фландрия)                            | 36                 | [ 56 ]   |         |
| Великобритания („Албумс Сейлс Чарт“)         | 29                 | [ 39 ]   |         |
| Великобритания („Рекърд Сторе Чарт“)         | 17                 | [ 39 ]   |         |
| Великобритания („Рок енд Метъл Албумс Чарт“) | 4                  | [ 39 ]   |         |
| Великобритания („Скотиш Албумс Чарт“)        | 29                 | [ 39 ]   |         |
| Великобритания („Физикъл Албумс Чарт“)       | 18                 | [ 39 ]   |         |
| Великобритания („Ю Кей Албумс Чарт“)         | 31                 | [ 39 ]   |         |
| Германия                                     | 2                  | [ 37 ]   |         |
| Италия                                       | 28                 | [ 55 ]   |         |
| Испания                                      | 11                 | [ 49 ]   |         |
| Нидерландия                                  | 39                 | [ 57 ]   |         |
| Полша                                        | 20                 | [ 54 ]   |         |
| Португалия                                   | 17                 | [ 53 ]   |         |
| Русия                                        | 10                 | [ 45 ]   |         |
| Унгария                                      | 4                  | [ 42 ]   |         |
| САЩ („Билборд 200“)                          | 65                 | [ 58 ]   |         |
| САЩ („Билборд Канадиън Албумс“)              | 16                 | [ 58 ]   |         |
| САЩ („Грийс Албумс“)                         | 5                  | [ 58 ]   |         |
| САЩ („Джърман Албумс“)                       | 2                  | [ 58 ]   |         |
| САЩ („Тестмейкър Албумс“)                    | 14                 | [ 58 ]   |         |
| САЩ („Топ Албум Сейлс“)                      | 3                  | [ 58 ]   |         |
| САЩ („Топ Кърънт Албум Сейлс“)               | 33                 | [ 58 ]   |         |
| САЩ („Топ Рок Албумс“)                       | 7                  | [ 58 ]   |         |
| САЩ („Топ Рок енд Ълтърнатив Албумс“)        | 11                 | [ 58 ]   |         |
| САЩ („Топ Хардрок Албум“)                    | 7                  | [ 58 ]   |         |
| Финландия                                    | 7                  | [ 47 ]   |         |
| Франция                                      | 5                  | [ 43 ]   |         |
| Чехия                                        | 13                 | [ 50 ]   |         |
| Швеция                                       | 17                 | [ 51 ]   |         |
| Швейцария                                    | 2                  | [ 38 ]   |         |
| Южна Корея                                   | 73                 | [ 60 ]   |         |
| Япония                                       | 26                 | [ 59 ]   |         |

| Класация         | Най-висока позиция | Източник |         |
| 2015 г.          | 2015 г.            | 2015 г.  | 2015 г. |
| ---------------- | ------------------ | -------- | ------- |
| Белгия (Валония) | 163                | [ 76 ]   |         |
| Германия         | 95                 | [ 77 ]   |         |
| Франция          | 78                 | [ 78 ]   |         |

## Сертификати
| Държава | Сертифициращ орган                                     | Сертификат | Сертифицирани продажби | Източник |
| ------- | ------------------------------------------------------ | ---------- | ---------------------- | -------- |
| Русия   | Национална федерация на производителите на звукозаписи | Платинен   | 20 000                 | [ 46 ]   |
| Франция | Национален синдикат на фонографските издателства       | Златен     | 50 000                 | [ 44 ]   |